# Wilhelm Sebastian Schmerl
Wilhelm Sebastian Schmerl (* 18. Februar 1879 in Markt Einersheim; † 8. Mai 1963 in Würzburg) war ein deutscher evangelisch-lutherischer Pfarrer und Schriftsteller. Er ist Namensgeber des Wilhelm-Sebastian-Schmerl-Preises für herausragende Leistungen auf dem Gebiet der evangelischen Publizistik.

## Leben
Wilhelm Sebastian Schmerl wurde am 18. Februar 1879 in Markt Einersheim geboren, das Teil des mittelfränkischen Bezirksamtes Markt Bibart war. Die Familie Schmerl stellte bereits in mehreren Generationen evangelisch-lutherische Pfarrer im Fränkischen. Der Vater war zwischen 1848 und 1868 als Pfarrer der Bartholomäuskirche in Sommerhausen tätig. Wilhelm Sebastian freundete sich mit dem Sohn der Grafen von Rechteren-Limpurg an und durfte mit diesem zusammen den Privatunterricht im Schloss Einersheim besuchen. Anschließend ging er auf das Gymnasium in Erlangen. In der Stadt nahm Schmerl auch ein Universitätsstudium der evangelischen Theologie auf.
Da er das Studium als Jahrgangsbester abschloss, durfte er anschließend zwei Jahre lang das Münchner Predigerseminars besuchen, wo er seine Priesterausbildung vervollständigte. Erstmals trat Schmerl im Jahr 1905 in den Kirchendienst. Er wurde Hilfsgeistlicher in der Christuskirche der Münchner Stadtteilgemeinde Neuhausen. Bereits zwei Jahre später wurde er von Graf zu Rechteren-Limpurg als Stadtvikar in Gollhofen eingesetzt, für das die Adelsfamilie das Patronatsrecht versah. Schmerls Wirken im Ersten Weltkrieg ist nicht nachweisbar. 
1921 übernahm Schmerl die Schriftleitung des „Evangelischen Sonntagsblatts aus Bayern“, das bereits im 19. Jahrhundert gegründet worden war. So entstanden, nach der Machtübernahme der Nationalsozialisten, Artikel, die sich gegen die Deutschen Christen wandten. Im Jahr 1926 wurde er an die Deutschhauskirche nach Würzburg berufen. Er war nun Geistlicher für einen Teil der linksmainischen Stadt und wurde zugleich auch als Militärgeistlicher für die Würzburger Garnison eingesetzt. Während des Zweiten Weltkriegs wurde Schmerl wiederum als Militärpfarrer verpflichtet. Er versah auch den Lazarettdienst in der Stadt Würzburg. 1941 wurde das Sonntagsblatt verboten, es wurde im Jahr 1949 von Schmerl neu gegründet.
Bereits seit 1914 trat Wilhelm Sebastian Schmerl auch immer wieder als Schriftsteller hervor. Als Erstlingswerk gilt der Roman Der Pfarrherr von Gollhofen. Schmerl spezialisierte sich schnell auf historische Stoffe, die er belletristisch aufarbeitete. Daneben schuf er auch mehrere populäre Geschichtsdarstellungen, unter anderem über „Luther und sein Werk“. Im Jahr 1949 ging Wilhelm Sebastian Schmerl in den Ruhestand. Er verlebte diesen in Würzburg. Am 8. Mai 1963 starb Schmerl in Würzburg und wurde auf dem Hauptfriedhof begraben. Ihm zu Ehren wird der Wilhelm-Sebastian-Schmerl-Preis des Evangelischen Sonntagsblatts aus Bayern für Verdienste um die Evangelische Publizistik vergeben. Der Sohn Christoph Schmerl trat in die Fußstapfen des Vaters und leitete von 1963 bis 1967 die Redaktion des Evangelischen Sonntagsblatts.

## Werke (Auswahl)
Wilhelm Sebastian Schmerl schuf eine Vielzahl an Romanen mit historischen Sujets. Diese sind insbesondere im 16. und 17. Jahrhundert in Franken angesiedelt. In dieser Zeit vertieften sich die Gräben zwischen den Konfessionen, die Glaubenskämpfe griff der Autor immer wieder auf. Daneben trat Schmerl auch als Autor von Aufsätzen hervor. So beschrieb er für die Zeitschrift Frankenland bereits 1928 eine kurze biografische Skizze über den Künstler Rudolf Schiestl, später erschien eine Abhandlung über die letzten Stunden Balthasar Neumanns. Immer wieder erschienen in der Folge auch populärwissenschaftliche Bücher über fränkische Geistesgrößen. Nach dem Zweiten Weltkrieg spezialisierte sich Schmerl auf Erzählungen und Essays. 

### Belletristik
- Der Pfarrherr von Gollhofen. Blätter aus einem alten Kirchenbuch. Oskar Beckscher Verlag, München 1914.
- Der Hetzer. Geschichte eines Freiheitsträumers. Zeitbücher-Verlag Koezle, Nürnberg 1919.
- Kaspar Lederer, der Schulz. Rothenburg ob der Tauber 1921. mind. 4 Auflagen.
- Die Hex, der Crabat (= Die Dichter der „Aue“). Verlag „Die Aue“, Wernigerode 1927.
- Fränkische Skizzen. C. Brügel & Sohn, Ansbach 1928.
- mit Hanns Ofenhitzer: Juliana. C. Brügel & Sohn, Ansbach 1931.
- Johann Keplers letzte Fahrt. C. Bertelsmann, Gütersloh 1934.
- mit Illustrationen von Christian Rietschel: Mein Frankenland – fränkische Erzählungen, Lieder und Sprüche. Evangelischer Pressverband für Deutschland, Berlin 1941.
- Zwölfhundert Jahre Christentum – Vierhundert Jahre evangelisch-lutherisches Christentum im fränkischen Dorf. Evangelisches Sonntagsblatt, Rothenburg ob der Tauber 1952.
- Verschwunden. Erzählungen. Quell-Verlag, Stuttgart 1954.
- Melchior Bielling. Erzählungen. Rothenburg ob der Tauber 1954. mind. 2 Auflagen.
- Kleinbilder aus Alt-Würzburg. Tatsachen und Träume. Holstein, Rothenburg ob der Tauber 1959.
- Gräfin X. Ein Opfer ihrer Zeit. Verlag J. P. Peter, Rothenburg o. d. T. 1961.

### Populärwissenschaftliche Biografien
- Leonhard Kaiser. Ein Blutzeuge für Gottes Wort und Luthers Lehr (= Treu dem Evangelium Bd. 3). Evangelischer Bund, Berlin 1924.
- Luther und sein Werk. Verlag des Pfarrvereins in der Evangel-Lutherischen Kirche in Bayern rechts des Rheins, Nürnberg 1933. mind. 2 Auflagen.
- Gustav Adolf. Ein Lebensbild des großen Königs. Dem evangelischen Kirchenvolke dargeboten. Martin-Luther-Verlag, Erlangen 1939.